# 肃川站
肅川站（朝鲜语：／ Sukch'ŏn yŏk */?）是朝鮮民主主義人民共和國平安南道肃川郡肃川邑的一個鐵路車站，属于平义线。

## 历史
- 1905年11月5日，落成使用。

## 邻近车站
平义线
漁波站 - 肅川站 - 文德站